# Bellucia ovata
Bellucia ovata är en tvåhjärtbladig växtart som först beskrevs av O. Berg. och José Jéronimo Triana, och fick sitt nu gällande namn av Penneys, Michelangeli, Judd och Frank Almeda. Bellucia ovata ingår i släktet Bellucia och familjen Melastomataceae. Inga underarter finns listade i Catalogue of Life.